# دشت عباس (مقاطعة دهلران)
دشت عباس (بالفارسية: دشت عباس) هي قرية تقع في قسم دشت عباس الريفي (مقاطعة دهلران) في إيران. يقدر عدد سكانها بـ 144 نسمة .